# Ryszard Niebieszczański
Ryszard Wiktor Niebieszczański (ur. 5 lutego 1948 r. w Jaszkowej Górnej) – polski samorządowiec, działacz ruchu ludowego, radny gminny i powiatowy, wieloletni wójt gminy Kłodzko w latach 1994–2010.

## Życiorys
Syn Piotra i Anieli. Urodził się w 1948 roku w Jaszkowej Górnej, gdzie jego rodzice przenieśli się po zakończeniu II wojny światowej. Uczęszczał tam do miejscowej szkoły podstawowej, a po jej ukończeniu do Liceum Ogólnokształcącego im. Bolesława Chrobrego w Kłodzku, które uwieńczył egzaminem dojrzałości w 1967 roku. Zamierzał podjąć studia, jednak nie było to możliwe ze względu na śmierć ojca, po którego odejściu przejął prowadzenie gospodarstwa rodzinnego.
W 1968 roku wstąpił w szeregi Zjednoczonego Stronnictwa Ludowego. Dziesięć lat później rozpoczął pracę w oddziale Poczty Polskiej w Kłodzku, co wynikało z małej rentowności gospodarstwa rolnego. Został także wybrany do Gromadzkiej Rady Narodowej w Jaszkowej Górnej, w której działał jako radny do 1974 roku. W tym samym czasie został zatrudniony w Spółdzielni Kółek Rolniczych, gdzie po pewnym czasie otrzymał stanowisko prezesa, które sprawował do 1991 roku. Po rozwiązaniu ZSL w 1989 roku wstąpił do PSL „Odrodzenie”, a następnie PSL w 1990 roku. Znalazł się w strukturach miejsko-gminnych tej partii w Kłodzku.
W 1994 roku został wybrany do Rady Gminy Kłodzko. W tym samym roku kandydował o urząd wójta gminy pokonując w II turze głosowania radnych, mającej miejsce 14 lipca, dotychczasowego włodarza gminy – Bogusława Piotrowskiego, stosunkiem głosów 13 do 11. Główne działania władz gminnych skoncentrowane wówczas były na walkę z bezrobociem, które osiągnęło bardzo wysoki przyrost po transformacji gospodarczej kraju oraz co za tym idzie likwidacją wielu zakładów pracy na terenie gminy, w tym m.in. ZPL Lech w Ołdrzychowicach Kłodzkich. W tym celu władze gminy koncentrowały się na rozwoju nowych gałęzi gospodarczych takich jak usługi oraz rozwoju agroturystyki. W wyborach samorządowych w 1998 roku ponownie został wybrany przez nowo wybraną radę na wójta gminy. W 1999 roku stanął na czele struktur PSL w powiecie kłodzkim. Kandydował także na urząd wójta w pierwszych bezpośrednich wyborach na to stanowisko mających miejsce w 2002 roku pokonując w I turze swoich kontrkandydatów: Andrzeja Jakubca, Ryszarda Jastrzębskiego, Bogusława Piotrowskiego i Jacka Piwowara i otrzymując 69,6% wszystkich głosów. Powtórzył sukces wyborczy w 2006 roku z jeszcze lepszym wynikiem, zdobywając 73% głosów. W tym czasie władze gminy poświęciły najwięcej uwagi na promocję turystyczną gminy w kraju i za granicą oraz pozyskiwanie funduszy unijnych na modernizację obszarów wiejskich. Była to ostatnia kadencja Ryszarda Niebieszczańskiego, który zdecydował nie ubiegać się o stanowisko wójta w wyborach samorządowych w 2010 roku. W tym samym roku został wybrany do Rady Powiatu Kłodzkiego. Kandydat do Sejmu w 2001, 2005, 2007 i 2011 roku.
Odznaczony Złotym Krzyżem Zasługi (2001) oraz Brązową Odznaka „Zasłużony dla Ochrony Przeciwpożarowej” (2010).